# Ђорђе Натошевић
Ђорђе Натошевић (Сланкамен, 19. јул 1821 — Карловац, 11. јул 1887) био је српски лекар, један од првих српских педагога и педагошких писаца, просветни радник, надзорник српских школа у Аустроугарској, први писац уџбеника у Срба по Вуковом правопису, оснивач учитељских школа у Пакрацу, Новом Саду, Карловцу и Панчеву; основао, уређивао и издавао први српски педагошки лист Школски лист и прве српске дечје новине Пријатељ српске младежи.

## Биографија
Рођен је 19. јула 1821. године у Старом Сланкамену где и данас постоји његова родна кућа. Родитељи Петар и Софија, послије њега изродили су још шесторо дјеце. Међутим, петеро дјеце је преминуло и остали су само најстарији Ђорђе и најмлађи Петар. Петар је био угледни трговац у Новом Саду. Ђорђе је основну школу завршио у свом родном мјесту, а послије је похађао школе у Сремским Карловцима, Еперјешу и Пешти. Након тога уписује високе школе у Пешти а потом медицину у Бечу. Прво је желио да постане адвокат, али се након неког времена ипак определио да буде лекар. Током револуције у Мађарској 1848/49 као студент медицине долази у Шајкашку и лијечи рањене Србе. Доктор медицине је постао 1850. Приватну праксу је обављао у Новом Саду и убрзо је препознат и хваљен као добар лекар.
Управитељ новосадске гимназије постао је 1853. Од те године све више се почиње посвећивати школству и књижевности. Већ 1857. постао је у управи Војводине у Темишвару царским и краљевским школским савјетником и постаје управитељ и надзорник свих српских школа у Војводини. Ипак ову дужност није обављао дуго јер је дошло до укидања Војводине, а Ђорђе добија службу у угарском намјесничком већу. На позив кнеза Михаила Обреновића одлази у Србију 1867. године и постаје референт у министарству просвјете. У Србији је радио на унапређењу школства све до атентата на кнеза Михаила 1868. године. Након тога се враћа 1869. у Нови Сад где је бесплатно био управитељ новосадских српских основних школа. Његовом заслугом су основане српске учитељске школе у Пакрацу и Карловцу, као и српске више девојачке школе у Новом Саду, Панчеву и Сомбору. Године 1869. изабран је за посланика на Српском народно-црквеном сабору и био је члан сабора 1870, 1871, 1872, 1874 и 1875. Сабор га је 1870. изабрао за главног школског референта основних и других виших народних завода у Митрополији карловачкој. Ову дужност обављао је до своје смрти. Такође, био је и председник Матице српске (1881 — 1887).
Натошевић је изненада преминуо у ноћи 10/11. јул 1886. године у Карловцу. Сахрањен је на Успенском гробљу у Новом Саду. Био је ожењен Дафином, ћерком Григорија Јовшића (1806—1862), градоначелника Новог Сада.

## Просветни и књижевни рад
Натошевић се активно бавио и просветним и књижевним радом. Почевши од 1852. године, када је у Књизи за добре цељи Богобоја Атанацковића објавио једна поучни прилог, Натошевић је редовно објављивао сличне текстове у свим српским листовима. Основао је и уређивао први српски педагошки „Школски лист“ и прве дечје новине „Пријатељ српске младежи“,  у којем је Јован Јовановић Змај објавио своје прве песме за децу по наговору управо Ђорђа Натошевића. Први је писац уџбеника по Вуковом правопису. Његов „Буквар“ био је у употреби у свим српским школама. Својим букваром укинуо је стари, дуго година коришћени метод срицања и увео очигледну наставу. Свој педагошки рад употпунио је са два најзначајнија приручника „Кратко упутство за сербске народне учитеље“, 1857. и друго допуњено издање 1861, објављено у Новом Саду, а други под називом: „Упутство за предавање букварски` наука учитељима народних училишта у Аустријском царству“, написано 1858. године. У њима је изложио сва своја педагошка, дидактичка и методичка схватања, која су сачињавала теоријску основу реформе српских школа у хабзбуршкој монархији почетком друге половине XIX века. У свом инструктивно - педагошком раду Натошевић је истицао значај музичке наставе тако да је друго поглавље у књизи „Кратко упутство за сербске народне учитеље“ у целини посвећено „Науци појања“ и практичним методичким упутствима. Држао је да је певање за децу потреба, природан дар, да певањем душевно највише јачају и да помоћу певања могу врло лако, брзо и без тешкоћа савладати и најтеже наставне јединице. Поред црквеног појања завео је и наставу ноталног певања уз обавезно певање световних народних и уметничких песама, затим вишегласно „хармонично певање“ и свирање на неком музичком инструменту - клавир, виолина, хармоника и друго. Такође у школе уводи геометрију. цртање, ручни женски рад, а посебно се заузима за увођење фискултуре. Усавршавао је предавања у вртларству, пчеларству и свиларству. Његовим заслугама развијена је свијест у народу да остављају задужбине за набављање школских књига, успостављају се школски фондови, а подижу се и школски вртови и воћњаци. Настојао је да се свуда гдје је могуће подигне учитељска плата. Заједно са Николом Ђ. Вукићевићем радио је на унапређивању Сомборске препарандије. Његовим трудом владика Платон Атанацковић је завјештао 20. 000 форинти за приправничке стипендије, а подигнута је препарандија у Пакрацу са фондом од 40. 000 форинти. Његови чланци објављивани су у бројним листовима. Сабирао народне умотворине посебно пословице и загонетке које је објављивао у "Љетопису Матице Српске". Аутор је „Школске уредбе“. Написао је и расправу „Зашто народ у Аустрији пропада?“.
По њему је названа Народна библиотека „др Ђорђе Натошевић”.